# Режим с обострением
Режим с обострением — динамический закон, при котором одна или несколько моделируемых величин обращается в бесконечность за конечный промежуток времени. В реальности вместо ухода в бесконечность в этом случае наблюдается обычно фазовый переход. Формируется в результате действия механизма нелинейной положительной обратной связи. Режимы с обострением подробно изучались в течение многих лет в Институте прикладной математики им. М. В. Келдыша РАН.